# Blastobasis determinata
Blastobasis determinata é uma espécie de mariposa do gênero Blastobasis pertencente à família Coleophoridae.